# Провинции Швеции

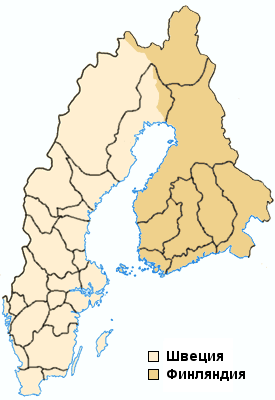
Разделение Швеции и Финляндии на исторические провинции.

Провинция, также ландскап (швед. landskap) — единица территориального деления Швеции, не имеющая ныне какого-либо административного значения, однако сохраняющая культурную и историческую значимость.
Швеция официально разделялась на провинции до реформы 1634 года, проведенной Акселем Оксеншерной и заменившей старое деление на новую систему ленов. Современные границы ленов часто не совпадают с границами провинций. Некоторые провинции целиком или частично находятся на территории других государств (Финляндия, Россия) и вышли из какого-либо употребления. Однако, провинции на территории современной Швеции продолжают играть большую роль в повседневной жизни.
25 провинций на территории современной Швеции объединяются в 3 региона — Гёталанд, Свеаланд и Норрланд. Восточная часть последнего находится на территории Финляндии, поэтому часто под Норрландом имеется в виду только его современная западная шведская часть. Ранее существовал регион Эстерланд, территория которого полностью находится за пределами современной Швеции.

## История
До образования единого государства, территория современной Швеции была разделена на сферы влияния, небольшие королевства. После объединения их всех под властью одного монарха, каждая провинция сохранила свои собственные законы и тинг — комбинированное политическое и судебное собрание. Первоначально вошедшие в состав королевства провинции имели статус герцогств. Позже присоединяемые провинции получали статус герцогства, либо графства, в зависимости от своей значимости.
Из завоеваний, сделанных после выхода Швеции из Кальмарской унии в 1524 году, лишь некоторые территории были присоединены в виде провинций. Наиболее значительные приобретения были сделаны при заключении Роскилльского мира в 1658 году, когда во владение Швеции перешли бывшие датские провинции Сконе, Блекинге и Халланд, а также норвежские провинции Бохуслен, Емтланд и Херьедален. Другие завоёванные территории получали статус доминионов и находились под властью шведского монарха, в некоторых случаях на протяжении двух—трёх веков. Норвегия состояла в личной унии со Швецией в течение XIX века, но так и не была включена в состав Швеции.
В результате поражения в войне против России в 1809 году Швеция потеряла Финляндию. Провинции Вестерботтен и Лаппланд, входившие тогда в лен Вестерботтен, были при этом разделены, поскольку части их находились на территории Финляндии. На восточной части Лаппланда была образована отдельная провинция Лаппи (отличающаяся от современной провинции Лаппи). Восточная часть Вестерботтена, отошедшая к России, была небольшой, поэтому стала считаться частью финской провинции Похьянмаа (Остроботния, Эстерботтен).
Кроме того, был образован новый лен Норрботтен, занимающий северные территории лена Вестерботтен. Со временем многие стали считать эти территории отдельной провинцией Норботтен, и в 1995 году она даже получила собственный герб. Это послужило её полному признанию.

## Геральдика
На похоронах короля Густава Васы в 1560 году гербы всех провинций были впервые продемонстрированы все вместе, многим провинциям гербы были предоставлены лишь только по этому случаю. После разделения Швеции и Финляндии разделились также и традиции геральдики. Наибольшее влияние произвёл указ Государственного Совета Швеции от 18 января 1884 года, который гласил, что на гербах всех шведских провинций должны изображаться герцогские короны, в то время, как на гербах финских провинций оставалось разделение по статусу на герцогства и графства. Дело в том, что изображения финских герцогских и графских корон напоминали изображения шведских корон более низких статусов, а именно графских и баронских. Разделение провинции Лаппланд на шведскую и финскую (Лаппи) части требовало внесения различий в изображениях шведских и финских гербов.

## Провинции региона Гёталанд
Гёталанд состоит из десяти провинций.
| - Блекинге - Бохуслен - Вестергётланд - Готланд - Дальсланд - Сконе - Смоланд - Халланд - Эланд - Эстергётланд | Блекинге · Бохуслен · Вестергётланд · Готланд (провинция) · Дальсланд · Сконе · Смоланд · Халланд · Эланд · Эстергётланд |

## Провинции региона Свеаланд
Свеаланд состоит из шести провинций.
| - Вермланд - Вестманланд - Даларна - Нерке - Сёдерманланд - Уппланд | Вермланд · Вестманланд · Даларна · Нерке · Сёдерманланд · Уппланд |

## Провинции региона Норрланд
Современный Норрланд состоит из девяти провинций.
| - Вестерботтен - Естрикланд - Емтланд - Лаппланд - Медельпад - Онгерманланд - Хельсингланд - Херьедален - Норрботтен | Вестерботтен · Естрикланд · Емтланд · Лаппланд · Медельпад · Онгерманланд · Хельсингланд · Херьедален · Норрботтен |

На территории современной Финляндии находится одна провинция.
| - Эстерботтен | Эстерботтен |

## Провинции бывшего региона Эстерланд
Эстерланд состоял из семи провинций, которые находились на территории современной Финляндии.
| - Оланд - Эгентлига-Финланд - Нюланд - Карелен - Сатакунда - Тавастланд - Саволакс | Оланд · Эгентлига-Финланд · Нюланд · Карелен · Сатакунда · Тавастланд · Саволакс |